# Flaxbourne River
Der Flaxbourne River ist ein Fluss im äußersten Nordosten der Südinsel Neuseelands. 

## Flusslauf
Der Flaxbourne River entspringt östlich des 1064 m hohen Peggioh an der Nordflanke der Blue Mountain Range, dem nördlichen Ausläufer der Inland Kaikoura Range. Er fließt zunächst in nordöstlicher Richtung, knickt dann nach Osten ab und bildet das Flusstal zwischen der südlichen Blue Mountain Range und den nördlichen Haldon Hills. Nördlich der Ortschaft Ward biegt er nach Südosten ab, wird vom New Zealand State Highway 1 sowie der Bahnstrecke Christchurch–Picton überbrückt und mündet in den Südpazifik. Die Bezeichnung Flax nimmt Bezug auf den Neuseeländischen Flachs.